# 可降解餐具
可降解餐具，是指能够在细菌、霉菌等自然环境微生物酶的作用下，发生化学及生物反应，引起外观及内在质量变化形成二氧化碳及水的餐具。
GB18006.1-2009《塑料一次性餐饮具通用技术要求》对成品废弃物的降解性能具有严格规定，可降解餐具应该具有以下几种特性：
- 具有回收价值
- 便于再生利用
- 便于卫生填埋及高温堆肥处理。

可降解餐具的生物降解率不能低于60%，淀粉餐具中淀粉含量不得低于40%，才符合国标《塑料一次性餐饮具通用技术要求》标准规定。

## 生产要求
可降解餐具必须无害、无毒及清洁无污染的要求，严格依照国家环境保护及食品卫生法规执行，在制作及加工过程中，不得出现以下5点情况：
- 添加荧光增白剂
- 使用回收的再生材料
- 产品出现被污染及霉变的情况，
- 产品无去污染处理，或者是粗加工品。
- 有害物质超标。

## 外观要求
餐具平整洁净，无破裂、穿孔、划痕等；餐具表面无霉变等情况，无尘土及油污等异物出现；无异味，色泽正常。产品边缘规整、光滑，反弹性盖可别扣，带盖品盖盒方便平整。

## 检验标志
- 有详细的注册商标、产品名称及种类，并具有卫生许可证编号；
- 具有产品生产厂家名称、产地名称、生产批号及生产日期。
- 标有标准代号及产品检验合格标志。